# Distrito de El Príncipe

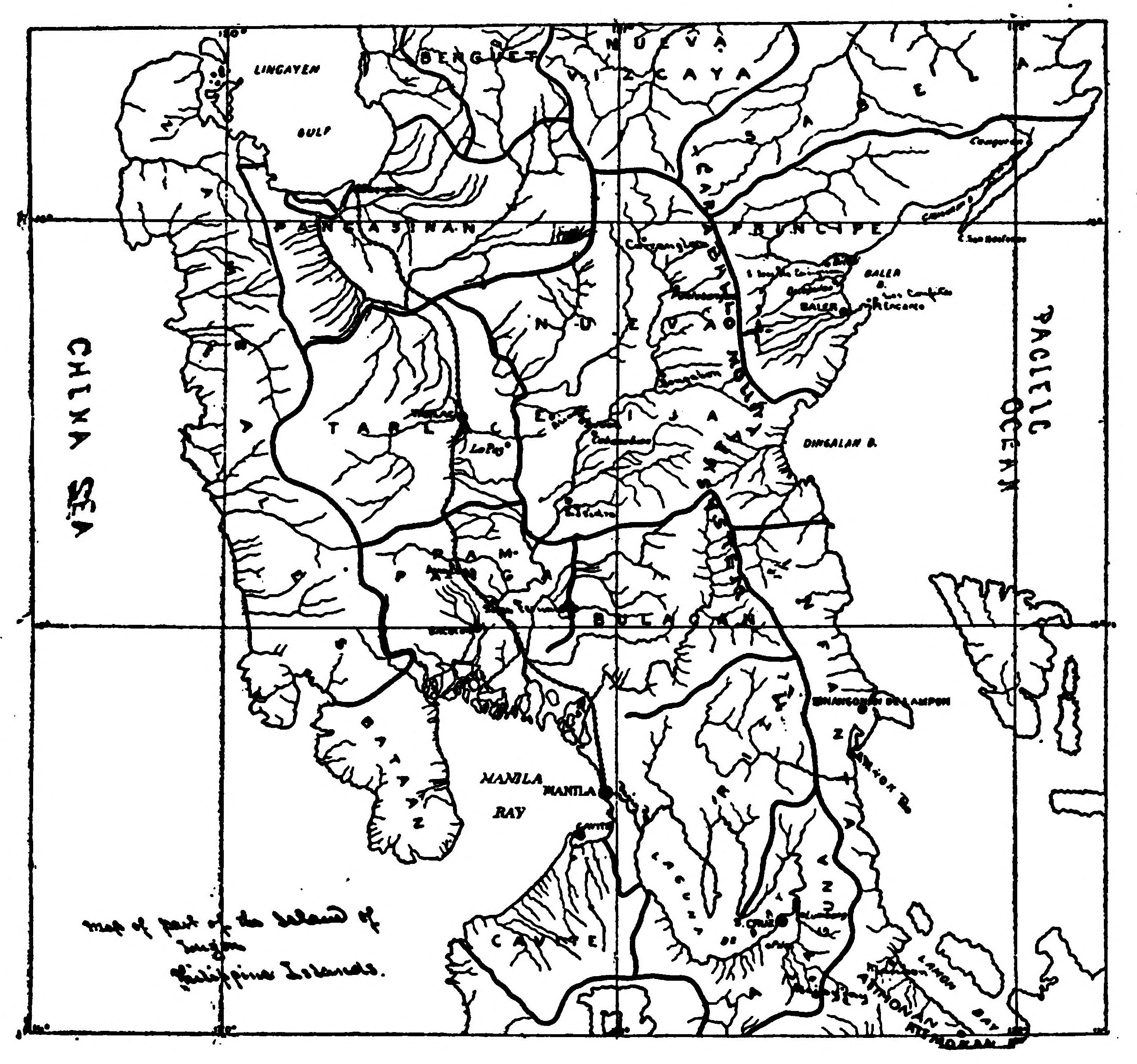
Mapa del centro de la isla de Luzón mostrando el distrito de El Príncipe, en la esquina superior derecha, al este de Nueva Écija y al sur de Isabela.

Mapa del distrito de El Príncipe en 1899.

El distrito de El Príncipe fue una división administrativa de las islas Filipinas durante las últimas décadas del dominio español. Su capital, "cabecera" en la terminología de la época, estaba en Baler. Se corresponde aproximadamente con la actual provincia de Aurora.

## Geografía
De forma aproximadamente triangular con dos sus lados hacia el interior y un lado costero, correspondiendo a las ensenadas, casi contiguas, de Bahía de Baler y Seno de Casigurán. Tenía una extensión de 3.051 km² y a finales del siglo XIX tan solo contaba con 4.100 habitantes empadronados. Los infieles son ilongotes en su mayor parte y negritos. Hacia el Norte moran los italones, raza muy salvaje y traidora, descendiente de los ilongotes.
El territorio, que incluía las estribaciones orientales de la Sierra Madre, se encontraba surcado por numerosos ríos de poca longitud que nacían en la cordillera y desembocaban en el océano.

"...Confina al N. con la Isabela, al S. con Distrito de La Infanta, al E. con el Pacífico y al O. con Nueva Écija, de la cual está separado por la cordillera del Este. El terreno es una no interrumpida sucesión de elevadas montañas, todas inaccesibles y cubiertas de lozana vegetación. ..."

### Pueblos
En 1901, las principales localidades eran Baler, situada en terreno llano y fangoso, con unos 2.100 habitantes, Casiguran, en la costa, como la anterior, con unos 1800 habitantes, y San José de Casignan (en el interior), con unos 200. Dilasag es un pequeño pueblo cerca de la ensenada del mismo nombre, situado al norte, entre Sierra Madre y los confines de La Isabela.
El número total de pueblos esra de 4 con varias rancherías de infieles.

### Islas e islotes próximos
Al sur de  punta del Encanto que cierra la bahía de Baler, entre las puntas Dimayabay y Dicapinisan, se halla la islita y punta Diotoring con algunos islotes. Entre la punta del Encanto y la desembocadura del río, cerca de Baler, se halla una serie de islotes, casi paralelos á la costa, llamados Los Confites.

### Comunicaciones
A pesar de la relativa cercanía a Manila (150 km en línea recta), las comunicaciones con Baler se hacían vía marítima.

"...Los medios de comunicación con otras provincias son escasísimos; por tierra hay malas sendas, que á duras penas se pueden recorrer á caballo ó en hamaca, y por mar apenas son las costas visitadas por barcos regulares, á causa de la falta de exportación, y en embarcaciones pequeñas, es peligrosísima la navegación en tiempo de nortes y vientos orientales..."

## Historia
Durante la administración española de Filipinas, la isla de Luzón se encontraba dividida en provincias. De ellas se iban desgajando, cuando alcanzaban un nivel de desarrollo suficiente, territorios que se iban catalogando como distritos. El distrito de El Príncipe fue creado en 1856 al segregarse de la provincia de Nueva Écija los territorios situados entre los montes Caraballos y de la Sierra Madre, al oeste, y el Mar de Filipinas, al este.
En su capital tuvo lugar el célebre asedio en el que unas decenas de soldados españoles resistieron 11 meses atrincherados en la iglesia del pueblo contra los insurrectos filipinos entre 1898 y 1899, incluso cuando España había cedido las Filipinas a Estados Unidos.

### Ocupación estadounidense
Tras el fin de la presencia española, en julio de 1901, las nuevas autoridades estadounidenses decretaron la desaparición del distrito de El Príncipe, transferida desde Nueva Écija, y su incorporación a la provincia de Tayabas, hoy Quezón). Entonces el distrito contaba con 11 000 habitantes.

## Gobierno
A su frente se encontraba un comandante político-militar, puesto desempeñado por un capitán del Ejército el cual, en virtud de su cargo, era también delegado de Hacienda para la recaudación de impuestos, subdelegado de Marina, juez de primera instancia y administrador de la oficina de correos.